# Форнуш ди Алгодриш
Форнуш ди Алгодриш (на португалски: Fornos de Algodres, [ˈfɔɾnuʒ ðɨ ɐɫˈɣoðɾɨʃ]) е град в окръг Гуарда, североизточна Португалия. Населението му е около 5 000 души (2011).
Разположен е на 508 метра надморска височина в най-западната част на планината Система Сентрал, на 25 километра западно от град Гуарда и на 110 километра югоизточно от Порту. Градът получава първата си харта през 1200 година.

## Известни личности
Родени във Форнуш ди Алгодриш
- Антониу Бернарду да Коща Кабрал (1803 – 1889), политик